# Au-delà du délire
Pour les articles homonymes, voir Délire (homonymie).
Albums de Ange
Le Cimetière des arlequins
(1973) Émile Jacotey
(1975)
Au-delà du délire est le troisième album du groupe français de rock progressif Ange, réalisé en 1974 sur le label Philips.

## Historique
Au-delà du délire est enregistré comme son prédécesseur à Paris au Studios des Dames et est produit par Claude Bibonne. C'est un concept-album reposant sur un script écrit par Christian Décamps, Roger Lombardot et le manager du groupe Jean Claude Pognant.
Ce script raconte l'histoire de Godevin des Alouettes, qui vit avec sa femme Céline et leurs enfants en 1358 au Moyen Âge et qui est un vilain (paysan du Moyen Âge) pour le compte du baron Henri De Valeran. Un jour, il rencontre Isaac, un alchimiste, et lui fait part de sa condition de vie misérable. Isaac lui enseigne alors une partie de ses connaissances et Godevin, en revenant au hameau, parle à ses compagnons, décide de fomenter une révolte et de devenir un homme libre. Elle sera vite réprimée par la noblesse mais le baron, intrigué par le comportement de Godevin, l'invite au château et tente de le soudoyer pour connaitre son secret. Devant le refus de Godevin, il le fait brûler en tant qu'hérétique mais le « moi » spirituel de celui-ci rejoint le cosmos. Il y parfait ses connaissances en observant la destruction de la race humaine à travers les siècles, et lorsqu'il retourne sur Terre au XXVe siècle, celle-ci est revenue à son état d'origine : la végétation et les animaux sont toujours là, mais les humains ont disparu. Godevin rencontre alors une biche qui peu à peu se transforme en femme ayant les traits de Céline.
La musique est un mélange de rock progressif dans le style des premiers albums de Genesis avec des pointes de musique médiévale.
La tournée de promotion de l'album appelée « Bivouac '74 » doit être repoussée de plusieurs mois, Christian Décamps s'étant cassé les talons lors d'un saut pendant les répétitions. Ange joue pour la première fois ces nouvelles compositions lors d'un concert donné à Belfort le 21 septembre 1974, avec Christian dans une chaise roulante.

## Réception
Considéré souvent comme l'album qui a vraiment lancé la carrière d'Ange, il se vendra à plus de cent mille exemplaires en France et se classe à la 11e place des charts français où l'album reste classé pendant 28 semaines.
Selon l'édition française du magazine Rolling Stone, cet album est le 73e meilleur album de rock français.

## Titres
| 1. | Godevin le vilain         | C. Décamps/F. Décamps    | 2:57 |
| 2. | Les longues nuits d'Isaac | C. Décamps/F. Décamps    | 4:10 |
| 3. | Si j'étais le messie      | C. Décamps/G. Jelsch     | 3:00 |
| 4. | Ballade pour une orgie    | C. Décamps/J.M. Brézovar | 3:22 |
| 5. | Exode                     | C. Décamps/F. Décamps    | 5:00 |

| 1. | La bataille du sucre (La colère des dieux) | C. Décamps/D. Haas                  | 6:30 |
| 2. | Fils de lumière                            | C. Décamps/J.C. Pognant, F. Décamps | 3:20 |
| 3. | Au-delà du délire                          | C. Décamps/J.M. Brézovar            | 8:20 |

## Musiciens
- Christian Décamps : chant, piano, orgue Hammond, clavecin
- Francis Décamps : orgue Viscount, mellotron, effets spéciaux, chœurs
- Daniel Haas : basse, guitare acoustique
- Jean Michel Brézovar : guitare solo, guitare acoustique 12 cordes, mandoline, flûte à bec, chœurs
- Gérard Jelsch : batterie, percussions

### Musiciens additionnels
- Henri Loustau : violon sur Godevin le vilain
- Eric Bibonne : voix d'enfant sur La bataille du sucre
- Michel LeFloch : voix de Bernard L'hermite sur Au-delà du délire

## Équipe technique
- Henri Loustau : ingénieur du son
- Jean-Louis Labro : assistant
- Philippe Huart : pochette recto-verso
- Philippe Umbdenstock : pochette intérieure

## Certifications
| Pays   | Ventes    | Certification | Date |
| ------ | --------- | ------------- | ---- |
| France | 100 000 + | Or            | 1976 |